# Jean Antoine Monneron
Pour les articles homonymes, voir Monneron.
Jean Antoine Monneron, surnommé d'Umelot ou Du Malot, militaire français, né le 7 juin 1737 à Tain-l'Hermitage, décédé aux États-Unis.

## Contexte
Ses frères Louis Monneron (1742-1805) et Pierre Antoine Monneron (1747-1801) furent députés aux États Généraux pour les Indes orientales et pour l'Île de France. Un autre frère, Joseph François Augustin Monneron (1756-1826) fut député de Paris à l'Assemblée législative et donna sa démission en 1792. Sous le Directoire, Augustin Monneron devint Directeur Général de la Caisse des Comptes Courants. Il fit banqueroute en 1798.

## Biographie
On a peu de détails de ce personnage. Il est lieutenant au corps Royal de Strasbourg le 7 juin 1766. C'est à la sollicitation de tous les officiers et du comte de Vogué qu'il a été agréé au régiment de Strasbourg. Comme ses frères il voyagea, il eut deux fils Pierre Antoine et Nicolas, dont la descendance est à l'Île de France.

## Sources
- sa généalogie sur le site geneanet samlap